# ألفرد تيله
ألفرد تيله (بالألمانية: Alfred Thiele) هو أستاذ جامعي ألماني، ولد في 21 سبتمبر 1886 في لايبزيغ في ألمانيا، وتوفي بنفس المكان في 19 سبتمبر 1957.